# L'Œil en coulisses
Pour plus de détails, voir Fiche technique et Distribution.
L'Œil en coulisses est un film français réalisé par André Berthomieu, sorti en 1954. Ce long-métrage fait partie de la série de films des années 1950 qui se déroulent en partie dans le cadre des médias les plus populaire de l'époque : la radio et le cinéma.

## Synopsis
Alors qu'il se trouve à Paris, Tonin, joueur de rugby, ne peut regagner Tarbes en raison d'une blessure. Il est accueilli au domicile d'un couple d'amis dont il a connu le mari en captivité lors de la guerre. Il fait la connaissance d'une charmante voisine. Cette Martine est une actrice débutante. Un ami électricien, réussit à entrer comme technicien à la radio et avec la complicité de Martine, il découvre le cinéma.

## Fiche technique
- Titre : L'Œil en coulisses
- Réalisation : André Berthomieu
- Assistant réalisateur : Pierre Granier-Deferre
- Scénario : André Berthomieu et Remo Forlani
- Dialogues : Paul Vandenberghe
- Photographie : Georges Million
- Montage : Gilbert Natot et Geneviève Bretoneiche
- Musique : Henri Betti
  - Chansons composées par Henri Betti avec des paroles d'André Hornez et interprétées par Henri Génès : On n'est pas des Manchots et L'Oeil en Coulisse
- Décors : Henri Sonois et Raymond Nègre
- Son : Lucien Lacharmoise
- Affiche du film : Clément Hurel
- Sociétés de production : Coopérative générale du cinéma français (Paris) et Procinex
- Pays de production :  France
- Format : Noir et blanc - 1,37:1 - 35 mm - Son mono
- Genre : Comédie
- Durée : 105 minutes
- Date de sortie :
  - France : 28 avril 1954

## Distribution
- Henri Génès : Tonin
- Jeannette Batti : Martine
- Nicole Maurey : Annette
- Jean-Marc Thibault : Dudu
- Paulette Dubost : Mme. Florent
- Charles Bouillaud : Le voisin à la fenêtre
- Paul Faivre : M. Leloup des pompes funèbres
- Louis Velle : Le fiancé de Martine
- Gaston Orbal : Le chef d'orchestre
- Jacky Gencel : Jojo
- Robert Rollis : le bruiteur
- Max Desrau
- Félix Marten
- Nono Zammit
- André Chanu

## À noter
Lors d'une scène, Jojo (joué par Jacky Gencel) allume la radio où on entend la musique de trois chansons composées par Henri Betti : Le Vrai Mambo, C'est si bon (version de Danny Kaye) et Rien dans les mains, rien dans les poches.